# (10716) Olivermorton
(10716) Olivermorton est un astéroïde de la ceinture principale.

## Description
(10716) Olivermorton est un astéroïde de la ceinture principale. Il fut découvert le 29 novembre 1983 à la station Anderson Mesa par Edward L. G. Bowell. Il présente une orbite caractérisée par un demi-grand axe de 2,67 UA, une excentricité de 0,12 et une inclinaison de 9,8° par rapport à l'écliptique.

## Compléments